# الصليب (المحفد)

تعديل مصدري - تعديل

الصليب هي إحدى قرى عزلة المحفد بمديرية المحفد التابعة لمحافظة أبين، بلغ تعداد سكانها 164 نسمة حسب تعداد اليمن لعام 2004.